# Sitio de la casa de la infancia de W. E. B. Du Bois
El sitio de la casa de la infancia de W. E. B. Du Bois (o sitio de la primera casa de W. E. B. Du Bois) es un Monumento Histórico Nacional en Great Barrington, en el estado de Massachusetts (Estados Unidos), que conmemora un lugar importante en la vida del intelectual afroamericano y activista de derechos civiles W. E. B. Du Bois. El sitio contiene restos de la casa del abuelo de Du Bois, donde Du Bois vivió durante los primeros cinco años de su vida. Du Bois recibió la casa en 1928 y planeó renovarla, pero no pudo hacerlo. La vendió en 1954 y la casa fue demolida más tarde esa década.
El sitio está ubicado en South Egremont Road (rutas estatales 23 y 41), al oeste del cruce con la Ruta 71. Los planes para desarrollar el sitio como un monumento a Du Bois a fines de la década de 1960 se retrasaron debido a la oposición local. Los defensores del sitio atribuyeron esto en parte al racismo, pero las opiniones de la oposición generalmente se expresaron en términos de rechazar la política más radical de Du Bois en su vida posterior. El 11 de mayo de 1976, el sitio fue declarado Monumento Histórico Nacional e incluido en el Registro Nacional de Lugares Históricos. El sitio fue donado al estado en 1987 y es administrado por la Universidad de Massachusetts Amherst.

## Historia
La familia Burghardt (de origen holandés) estuvo presente en las cercanías de Great Barrington, Massachusetts en la época colonial, con propiedad documentada de tierras en el área desde la década de 1740. Tom Burghardt era un esclavo afroamericano de la familia y tenía ascendencia holandesa, inglesa, africana y nativa americana. Probablemente ganó su libertad al participar en la Guerra de Independencia de los Estados Unidos. Entre sus descendientes estaba Mary Silvinia Burghardt, la madre de William Edward Burghardt Du Bois (comúnmente conocido como W. E. B. Du Bois), nacido en 1868. Se convirtió en un destacado intelectual afroamericano, activista de los derechos civiles y cofundador en 1909 de la National Association for the Advancement of Colored People (NAACP). 
A principios del siglo XIX, los "Black Burghardt" se habían asentado en el área de Egremont Plain, a unas pocas millas del centro de Great Barrington. Después de ser abandonado por el padre de Du Bois, su madre se mudó con su hijo pequeño a la casa de sus padres, Othello Burghardt y su esposa. En su artículo de 1928, "The House of the Black Burghardts", Du Bois describió la casa como "un lugar delicioso —simple, cuadrado y bajo, con la gran sala de la chimenea, la cocina enlosada, medio escalón más abajo, y el leñera inferior más allá. Escaleras fuertes y empinadas conducían al Sueño, mientras que fuera había un arroyo, un pozo y un poderoso olmo.”

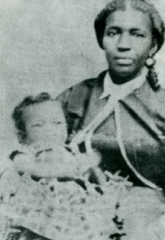
W. E. B. Du Bois y madre

Cuando Du Bois tenía cinco años, su abuelo murió y su abuela viuda se vio obligada a vender su casa para saldar deudas. La madre de Du Bois mudó a la familia a Great Barrington, donde luchó por mantener a su hijo. Un estudiante talentoso, Du Bois asistió a la Universidad Fisk con una beca y con fondos recaudados por miembros de su Primera Iglesia Congregacional en la ciudad. Completó una segunda licenciatura en Harvard, así como un trabajo de posgrado allí y en Berlín, convirtiéndose en el primer afroamericano en obtener un doctorado en Harvard. Se embarcó en una carrera distinguida. 
El lugar de nacimiento de Du Bois fue demolido alrededor de 1900. Durante las próximas décadas, Du Bois regresó periódicamente a Great Barrington. Allí nacieron sus dos hijos (en casas de parientes maternos). Su hijo Burghardt murió en 1949 cuando era aún un bebé y fue enterrado en el cementerio local de Mahaimea. Du Bois también hizo enterrar allí a su esposa Nina en 1950. En 1906, después de los disturbios raciales de Atlanta, Du Bois envió a su familia (incluida su hija Yolande, nacida en 1890) a Great Barrington, desde donde trabajaba en la Universidad de Atlanta.
Du Bois expresó interés en comprar la propiedad de su abuelo en una visita a Great Barrington en 1925. Tres años más tarde, los hermanos Joel y Arthur Spingarn, ambos activistas de derechos civiles involucrados en la NAACP, recaudaron fondos y compraron la antigua granja Burghardt como regalo para Du Bois por su sexagésimo cumpleaños. Du Bois tenía planes de desarrollar la propiedad como un retiro de verano para la clase media. Pero sus dificultades financieras y su mudanza en 1934 de Nueva York a Atlanta hicieron que fuera demasiado difícil lograrlo. Du Bois finalmente vendió la propiedad a un vecino en 1954, quien hizo demoler la casa (para entonces en ruinas).

## Conversión en monumento

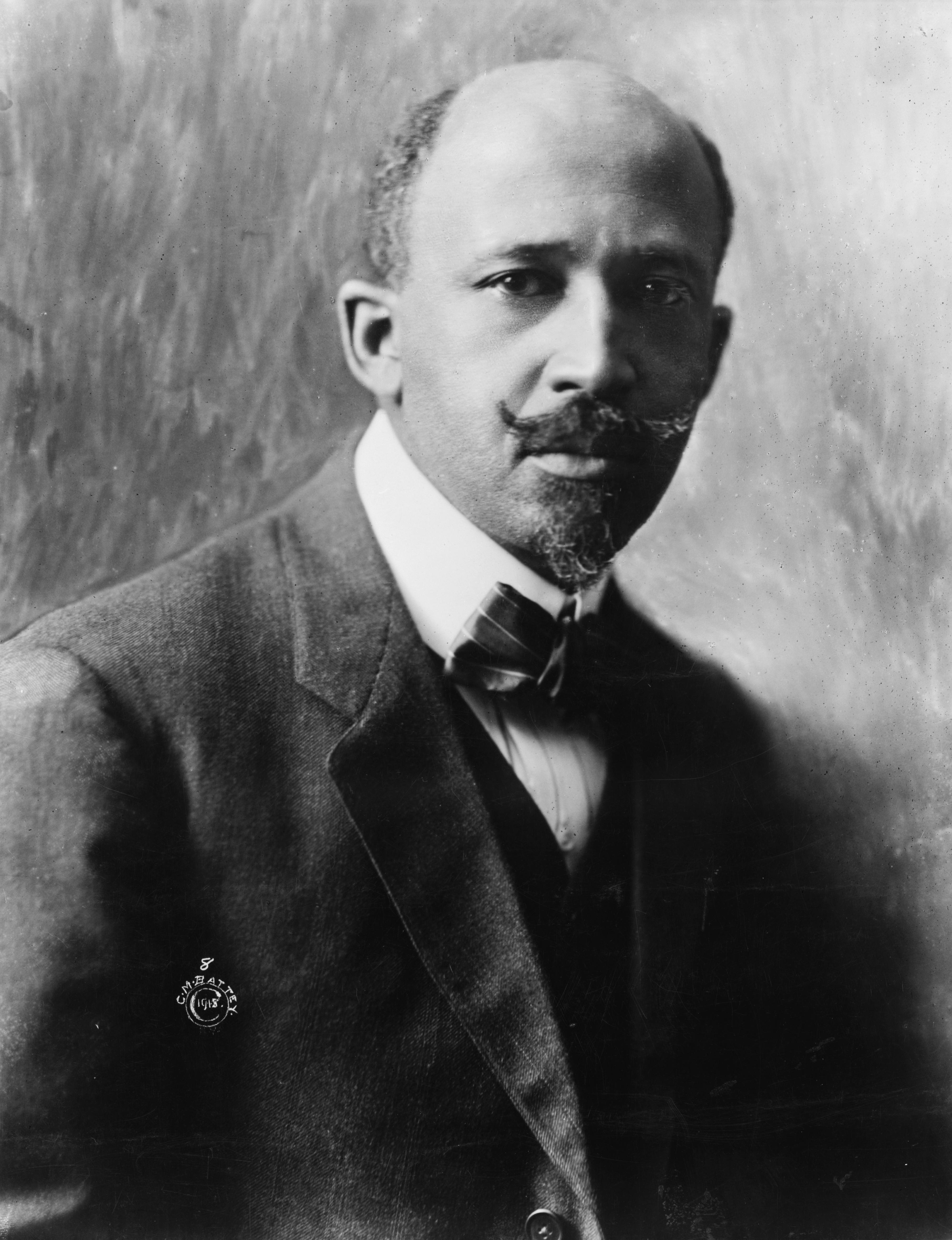
W. E. B. Du Bois en 1918

En 1967, Walter Wilson y Edmund W. Gordon compraron dos parcelas de las antiguas tierras de Burghardt, incluido el sitio de la antigua casa de Burghardt, que forman una U alrededor de una residencia privada. Anunciaron su intención de desarrollar la propiedad como un parque para conmemorar a Du Bois, quien murió en Ghana en 1963. Este plan encontró oposición local. Wilson y Gordon eran forasteros: Wilson era un desarrollador de bienes raíces de área controvertida originario de Tennessee, y Gordon era de la ciudad de Nueva York.
La oposición generalmente se expresó como una crítica a Du Bois por sus simpatías comunistas y su supuesta renuncia a la ciudadanía estadounidense por la de Ghana a una edad avanzada. (Nunca renunció a su ciudadanía estadounidense, pero la aceptó en Ghana.) Murió y fue enterrado allí. Este fue un período en los Estados Unidos de creciente controversia relacionada con la Guerra de Vietnam y cambios sociales tumultuosos, y la posición de Du Bois fue resentida por organizaciones de veteranos como Veterans of Foreign Wars.
Wilson trabajó para explicar el complejo legado de Du Bois y su apoyo a los derechos civiles. Señaló que Benedict Arnold fue conmemorado en Saratoga por su papel en las Batallas de Saratoga de 1777 a pesar de su traición posterior durante la Revolución. Algunos partidarios del memorial sospecharon que el FBI estaba detrás de la oposición (Du Bois había estado bajo su escrutinio debido a sus puntos de vista comunistas). Se descubrió que el FBI consideró plantar una noticia crítica, pero concluyó que la oposición local era suficiente y no intervino. Wilson sintió que muchos oponentes estaban motivados por cuestiones raciales, pero ninguna oposición se expresó en términos raciales. Después de los logros del Movimiento por los Derechos Civiles en la obtención de legislación nacional, incluida la Ley de Derechos Electorales de 1965, el movimiento estaba cambiando. Algunas personas se sintieron amenazadas por el surgimiento del movimiento Black Power y los disturbios raciales en varias ciudades en el verano de 1967.
Wilson y Gordon establecieron la Fundación Du Bois Memorial para tomar posesión de la propiedad. Financiada en parte por donantes de alto perfil como Ruby Dee, Ossie Davis, Sidney Poitier y Norman Rockwell, la fundación recibió la propiedad en septiembre de 1969 y se la dedicó a Du Bois ese mismo año. La hostilidad local continuó; el Berkshire Courier, mientras aconsejaba contra la violencia, sugirió que el sitio fuera destrozado. El pueblo amenazó brevemente con evitar la ceremonia de dedicación, lo que sugiere que había dudas sobre si el uso previsto del sitio cumplía con las normas locales de zonificación.
- *Un estacionamiento
- *B: Pantalla interpretativa
- *C: Roca conmemorativa
- *D: Área del sitio de la cosa
- *E: Propiedad privada

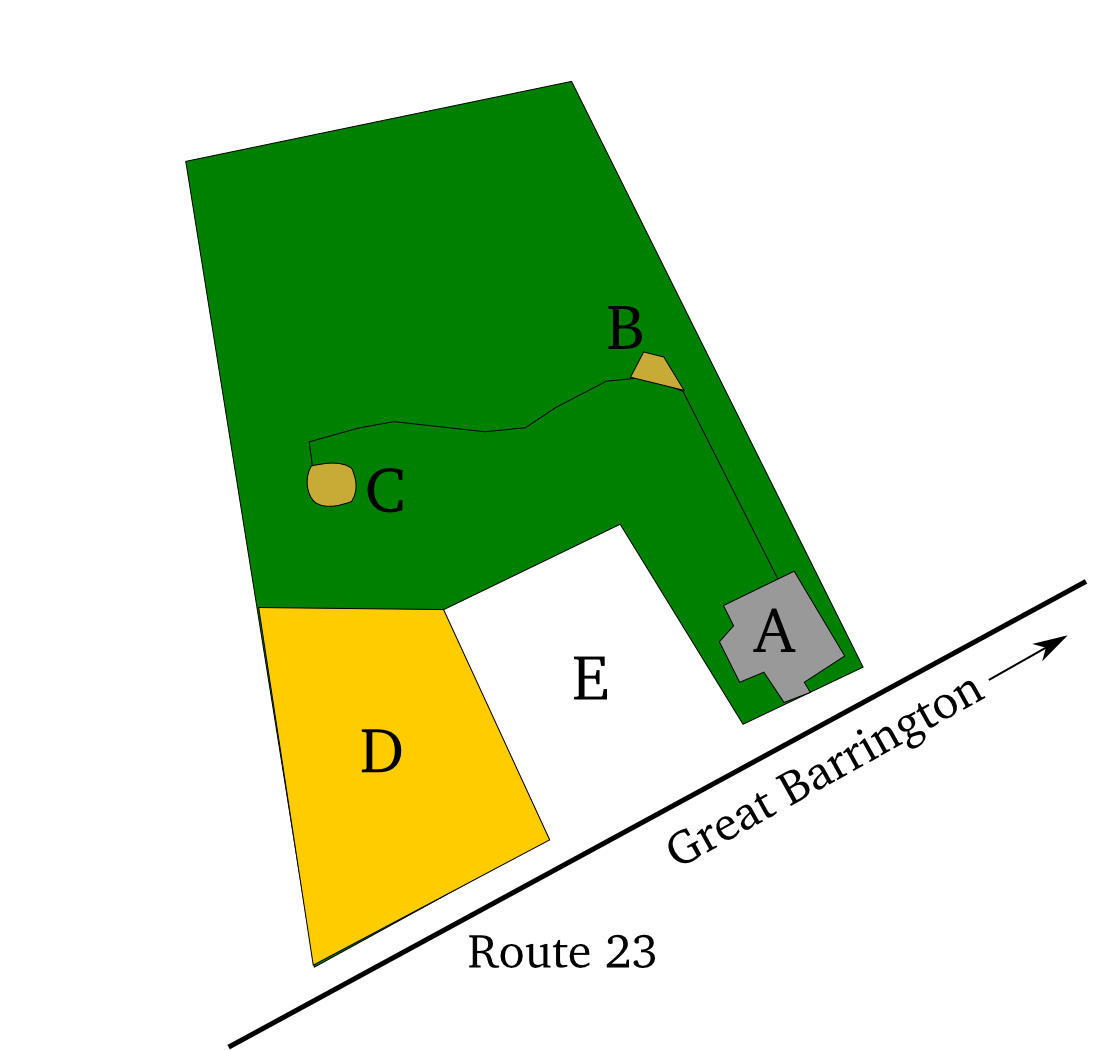
Mapa del sitio a partir de 2009. El área verde es mayormente arbolada, el área amarilla es más abierta. Leyenda:

Durante los siguientes diez años, la Fundación no desarrolló la propiedad de manera significativa. Sus miembros se mostraron reacios a colocar marcadores y exhibiciones permanentes en él por temor al vandalismo o al robo. En 1976, una década después de la muerte de Du Bois, el sitio fue designado Monumento Histórico Nacional e incluido en el Registro Nacional de Lugares Históricos. 
En 1983 la Universidad de Massachusetts, Amherst, con el permiso de la Fundación, inició una serie de excavaciones arqueológicas en la propiedad, buscando investigar la historia de la familia "Black Burghardt". Ya había acumulado una colección de documentos de Du Bois, que le fueron transferidos por Herbert Aptheker, a quien Du Bois designó como su albacea literario. En 1987, la Fundación entregó la propiedad al estado, con la universidad como administradora. La universidad pagó la construcción de un área de estacionamiento y la instalación de letreros interpretativos.

## En la actualidad
Desde finales del siglo XX, las dos parcelas de tierra que forman el 2 ha sitio se han plantado con una espesa arboleda de pinos. Un camino conduce hacia el norte desde el área de estacionamiento hasta un quiosco informativo sobre Du Bois y su vida. Desde allí, otro camino conduce hacia el oeste, hacia una pequeña depresión donde se instaló una roca conmemorativa con una placa conmemorativa. Cerca de la esquina suroeste de la propiedad se encuentran los restos de los cimientos de piedra de la casa original.  Aunque los residentes de Great Barrington han venido a apoyar el legado de Du Bois y han marcado otros lugares de la ciudad importantes en su vida, el sitio ocasionalmente ha sido objeto de vandalismo. El sitio se considera parte del Área de Patrimonio Nacional del Valle Superior de Housatonic.